# Luca Valussi
Luca Valussi (Resistencia, Chaco, 21 de enero de 1998) es un baloncestista argentino que se desempeña como alero en River Plate de la Liga Metropolitana de FEBAMBA en Argentina.

## Trayectoria
Valussi comenzó a jugar al baloncesto en el club Universitario del Noreste de la ciudad chaqueña de Resistencia. A los 13 años se incorporó a las divisiones formativas de Villa San Martín, el club donde su padre también había jugado. Tres años después fue reclutado por Obras Basket. Con ese equipo comenzó a jugar en la Liga de Desarrollo, debutando profesionalmente en la Liga Nacional de Básquet en enero de 2016. Jugó con los porteños hasta mayo de 2023, promediando en su última temporada en el club 7,3 puntos y 4,8 rebotes por partido.
En agosto de 2023 dejó su país para unirse al CB Alginet de la Liga LEB Plata, la tercera categoría del baloncesto profesional español.

### Clubes
| Club         | País      | Año             |
| ------------ | --------- | --------------- |
| Obras Basket | Argentina | 2016 - 2023     |
| CB Alginet   | España    | 2023 - 2024     |
| River Plate  | Argentina | 2024 - Presente |

### Selección nacional
Valussi fue miembro de los seleccionados de baloncesto juvenil de Argentina, llegando a formar parte del plantel que participó del Campeonato Sudamericano de Baloncesto Sub-17 de 2015, del Torneo Albert Schweitzer Sub-18 de 2016 y del Campeonato Mundial de Baloncesto Sub-19 de 2017.